# Michal Frankl
Michal Frankl (* 13. prosince 1963) je bývalý český politik, v 90. letech 20. století poslanec Poslanecké sněmovny za ODS, pak náměstek ministra financí a informatiky.

## Biografie
Už v roce 1993 se angažoval ve vedení ODS v Brně a byl aktérem sporů mezi frakcemi ODS v tomto městě. Ve volbách v roce 1996 byl zvolen do poslanecké sněmovny za ODS (volební obvod Jihomoravský kraj). Byl členem zahraničního výboru sněmovny. Na poslanecký mandát rezignoval v srpnu 1997. V letech 1997-1998 pak působil jako náměstek ministra financí Ivana Pilipa. K 1. srpnu 1998 ho z této pozice odvolal nový ministr Ivo Svoboda. Od roku 2002 byl náměstkem Vladimíra Mlynáře na ministerstvu informatiky (hlavní koordinátor zákona o elektronických komunikacích) a pracoval i v pozici vlivného radního Českého telekomunikačního úřadu. Od roku 1998 přešel z ODS do Unie svobody. Z Unie svobody vystoupil na jaře 2002 poté, co se rozpadla Čtyřkoalice.
V roce 2009 se stal poradcem premiéra Jana Fischera. V této funkci byl například hlavním vládním vyjednavačem s farmářkou Ludmilou Havránkovou, jejíž pozemky bránily dostavbě dálnice D 11. Po konci vlády Jana Fischera nastoupil do soukromého sektoru a v roce 2011 se uvádí jako daňový poradce, člen Komory daňových poradců České republiky. V mládí studoval na VŠE v Praze (obor automatizované systémy řízení), ale kvůli podnikání školu nedokončil. V roce 2011 absolvoval fakultu práva Janka Jesenského ve Sládkovičovu na Slovensku.
V komunálních volbách roku 1994 neúspěšně za ODS kandidoval do zastupitelstva Brna a městské části Brno-Černovice.
V lednu 2014 se stal členem představenstva Telefónica Czech Republic, a.s., později přejmenované na O2 Czech Republic a.s. Po rozdělení k 1. 6. 2015 přešel do České telekomunikační infrastruktury, a.s., (Cetin) kde je jeden ze tří členů představenstva. Od července 2024 již není jako člen představenstva uváděn.
Od roku 1994 je členem Komory daňových poradců České republiky. Od roku 2019 do 2024 byl členem prezídia Komory. 
V květnu 2025 byl uveden mezi kandidáty na funkci generálního ředitele České televize.